# Aurel Socol
Aurel „Bubi” Socol (n. 10 noiembrie 1914, Cluj, Austro-Ungaria – d. 1976, Brașov, România) a fost un avocat și om politic român, care a fost deputat al Partidului Național-Țărănesc în Parlamentul României.

## Biografie

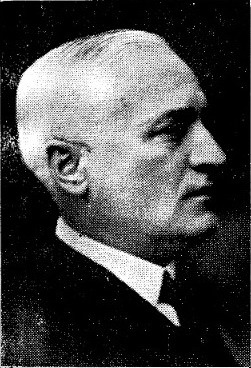
Aurel Socol sr., tatăl lui Aurel Socol

S-a născut la 10 noiembrie 1914 în orașul Cluj, în familia lui Aurel și Margareta Socol. Provenea dintr-o familie de memorandiști ardeleni, cu tradiție în apărarea drepturilor populației românești din Transilvania. Tatăl său, Aurel Socol (1878-1937), a fost avocat, luptător pentru Unirea Transilvaniei cu România și președinte al organizației județene Cluj a Partidului Național-Țărănesc.
A absolvit Facultatea de Drept a Universității „Regele Ferdinand I” din Cluj și s-a manifestat încă din perioada studenției ca un adversar al politicii totalitare. A lucrat după absolvirea studiilor universitare ca avocat și jurnalist. A fost membru al Partidului Național-Țărănesc (secretar al organizației Cluj) în perioada interbelică și a fost ales deputat în Parlamentul României. După Dictatul de la Viena a rămas la Cluj, în Transilvania de Nord, unde i-a ajutat ca avocat pe cei amenințați de poliția și de serviciile de informații ale Ungariei. A fost secretar al Comitetului Național Român din Transilvania de Nord (condus de Emil Hațieganu) și a încercat în această calitate să reprezinte interesele populației românești. În perioada ocupației a făcut gazetărie și a redactat cotidianul românesc Tribuna Ardealului din Cluj. Autoritățile maghiare le-au propus lui Emil Hațieganu și Aurel Socol să creeze un partid românesc, dar aceștia au refuzat, nedorind să fărâmițeze comunitatea românească în funcție de ideologii politice.
În 1944, după înființarea ghetoului din Cluj, Aurel Socol a organizat transportul unor mici grupuri de evrei către granița cu România, cu ajutorul țăranilor români din jurul orașului Cluj, și trecerea acestora în România. În primăvara anului 1944 a contactat călăuze experimentate în trecerea frauduloasă a frontierei și a reușit să convingă grupuri mici de evrei să fugă în România. După ce un grup organizat a fost capturat la frontieră, Aurel Socol a declarat că el este principalul organizator al acțiunii de salvare a evreilor, pentru a-i feri de arestare pe ceilalți oameni implicați. Serviciul de contrainformații al Ungariei (DEF) l-a arestat și l-a internat în lagărul din fața fabricii „Dermata”, apoi l-a trimis în stare de arest la închisoarea de pe Dealul Șvab din Budapesta, unde a fost interogat cu brutalitate timp de câteva săptămâni. La începutul lunii octombrie 1944, prin intervenția contelui Béla Teleki, președintele Partidului Ardelean, Aurel Socol și Emil Hațieganu au primit domiciliu obligatoriu în reședința episcopală catolică din Győr, unde au asistat la martiriul episcopului Vilmos Apor.
Aurel Socol a locuit după război la Sibiu. A fost arestat de autoritățile comuniste la 5 iunie 1950 din motive politice (motivul internării de pe fișa matricolă penală este „fost secretar PNȚ”) și a fost condamnat la muncă silnică. A fost trimis inițial la închisoarea Pitești, dar, după primele bătăi, a fost anunțat că s-a făcut o greșeală și a fost repartizat la Canalul Dunăre-Marea Neagră, unde a învățat meseria de șofer, pe care a practicat-o ulterior. A fost încarcerat la Colonia de muncă nr. 4 Castelu (din 16 noiembrie 1952), la Colonia Galeșu (din 21 iunie 1953) și la Colonia Peninsula (din 26 septembrie 1953), iar la 23 iunie 1954 a fost predat organelor MAI ale Regiunii Cluj. A fost eliberat din închisoare în 1964, prin decretul nr. 310 din 16 iunie 1964 de grațiere a deținuților politici, și a primit domiciliu obligatoriu în Bărăgan. Pentru a supraviețui a fost nevoit să lucreze ca tâmplar, șofer, salahor, electrician și apoi pictor bisericesc, dar aceste activități degradante nu l-au demobilizat. A devenit liber-cugetător, fiind dezamăgit de lipsa de rezistență la tortură a preoților ortodocși pe care i-a cunoscut la Canal, și a cerut să fie înmormântat fără preot.
După eliberarea din închisoare a lucrat o perioadă ca șofer. S-a îmbolnăvit de scleroză renală și, neavând rude în țară, și-a pregătit propria înmormântare. A fost prieten cu tânărul scriitor Augustin Buzura, pe care-l vizita adesea la redacție și cu care obișnuia să meargă la restaurant sau la cafenea. Scriitorul insista să-i plătească masa, dar fostul avocat nu accepta sub nicio formă, în ciuda faptului că avea o pensie de doar 400 de lei, considerându-l un act de umilință.  Aurel Socol a murit la Brașov și a fost înmormântat la Cluj. A avut o înmormântare religioasă cu preot, în ciuda dorinței sale testamentare, deoarece apropiații săi au aflat că autoritățile permiteau doar două tipuri de înmormântări: o înmormântare religioasă și o înmormântare pentru membrii de partid și că nu era permisă organizarea unei ceremonii pentru liber-cugetători.

## Perpetuarea memoriei sale
Memoriile sale, scrise în anii 1960 și intitulate Furtună deasupra Ardealului, au fost publicate abia după prăbușirea regimului comunist în câteva numere ale revistei Tribuna din Cluj-Napoca (condusă de Augustin Buzura) și apoi în 1991 într-un volum din Colecția Mărturii a aceleiași reviste. Sunt relatate acolo, printre altele, activitățile desfășurate de el pentru salvarea vieții evreilor transilvăneni.
Primul text care prezenta biografia avocatului Aurel Socol a fost articolul „Un omagiu de suflet [lui] Aurel Socol” publicat în 1990 în revista clujeană Tribuna de cercetătorul dr. Gheorghe I. Bodea, specializat în istoria contemporană a României, care era interesat de biografiile membrilor mișcării de rezistență românești din perioada ocupației maghiare a nordului Ardealului. Bodea a fost cel care a adus trupul neînsuflețit al lui Aurel Socol de la Brașov și la Cluj și tot el s-a ocupat de publicarea memoriilor.
Experiența lui Aurel Socol a fost prezentată parțial în romanele Orgolii și Drumul cenușii ale lui Augustin Buzura.

## Carte
- Furtună deasupra Ardealului, Editura Revistei Tribuna (Colecția Mărturii), Cluj-Napoca, 1991.